# Dranycia (przystanek kolejowy)
Dranycia (ukr. Драниця) – przystanek kolejowy w miejscowości Dranycia, w rejonie dniestrzańskim, w obwodzie czerniowieckim, na Ukrainie. Położony jest na linii Czerniowce – Ocnița.